# دونغل

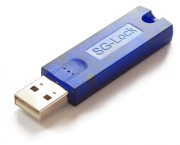

الدونغل هي عبارة عن  قطعة الكترونية صغيرة  لها امكانية ان تتصل بأجهزة الكمبيوتر المحمولة أو الكمبيوتر المكتبي. [2] وهو جهاز محمول وغالبا ما يكون مظهره قريب من أقراص التخزين المنفصلة والتي تتصل بالكمبيوتر عن طريق يو إس بى. وعلى الرغم من استخدام الدونغل في وقت سابق لاثبات أصالة بعض البرمجيات ،إلا أن كلمة دونغل الآن تستخدم على نطاق واسع للإشارة إلى المحولات اللاسلكية ذات النطاق العريض  أو بشكل عام إلى الوصلات التي تحول نوعا ما من منافذ الأجهزة إلى نوع آخر. ويمكن لكلمة دونغل أن تشير أيضا إلى وصلات التسجيل الصوتي.